# Маркіє (дегестан)
Маркіє (перс. مرکیه) — дегестан в Ірані, у бахші Мірза-Кучек-Джанґлі, в шагрестані Совмее-Сара остану Ґілян. За даними перепису 2006 року, його населення становило 5007 осіб, які проживали у складі 1363 сімей.

## Населені пункти
До складу дегестану входять такі населені пункти:
- Бала-Болґур
- Маркіє
- Паїн-Болґур
- Пард-Сар
- Поштмесар
- Сешанбе
- Сіях-Естелах
- Херф